# 해왕성 탐사
해왕성 탐사(海王星探査)를 한 우주선은 1989년 8월 25일에 해왕성을 방문한 보이저 2호 하나밖에 없다. 넵튠 오비터에 대한 논의가 있긴 했지만, 그 외에 해왕성에 관련된 임무가 진지하게 받아들여진 적은 없다. 해왕성은 거대 얼음 행성이라 고체 표면이 없기 때문에 랜더나 로버 형태의 임무는 불가능하다.

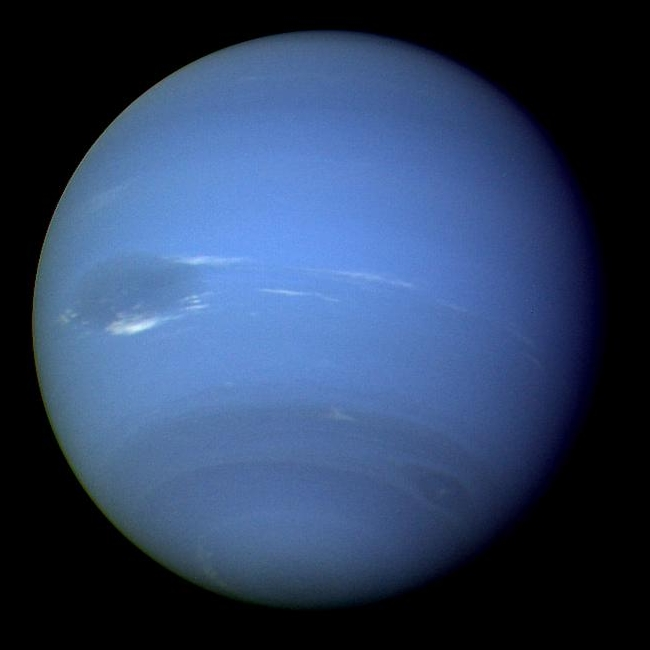
해왕성.

## 보이저 2호
보이저 2호의 마지막 행성 접근 때 우주선은 해왕성 북극 상공 불과 3천 마일까지 내려갔다. 보이저 2호는 해왕성의 대기와 그 고리, 또 그 자기권과 해왕성의 위성들을 연구하여 대흑점과 트리톤의 얼음 간헐천 등 많은 것을 발견했다.
보이저 2호는 해왕성이 목성의 3%밖에 태양광을 받지 못함에도 불과하고 대기가 매우 역동적이라는 것을 밝혀냈다. 보이저 2호는 목성의 대적점, 소적점과 비슷한 고기압성 폭풍인 대흑점을 발견했다. 그러나 이후 허블 우주 망원경이 찍은 사진에서는 대흑점이 사라져 있었다. 대흑점이 발견되었을 때 해왕성의 대기에는 아몬드 모양의 검은 점이 하나 더 있었고, 구름마루 위를 빠르게 움직이는 밝은 색깔의 "스쿠터"도 발견되었다.

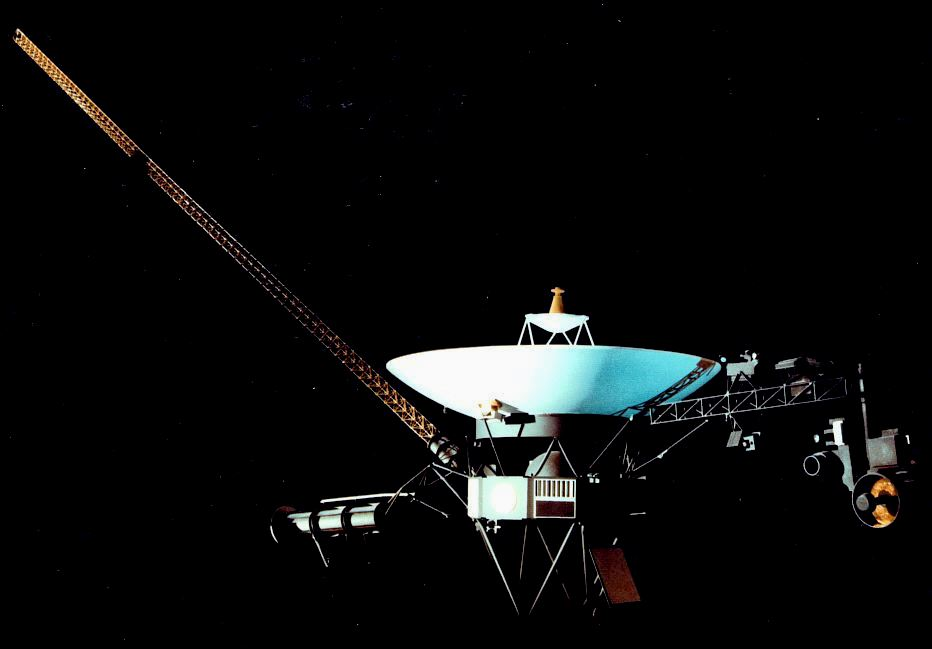
보이저 2호.

보이저 2호는 4개의 고리를 찾아냈으며, 불완전한 고리의 흔적도 발견했다. 또한 해왕성의 자기권도 연구했으며 행성전파천문학 기구로 해왕성의 낮이 6시간 7분동안 지속된다는 것을 알아냈다. 해왕성도 지구처럼 오로라가 있지만 지구의 그것보다 훨씬 더 복잡하다.
보이저 2호는 해왕성 주위를 공전하는 6개의 위성을 발견했으나 자세하게 촬영할 수 있었던 것은 프로테우스, 네레이드, 트리톤의 세 개 뿐이다. 프로테우스는 타원체의 형태이고 마치 검댕처럼 어두운 색을 띠고 있다.

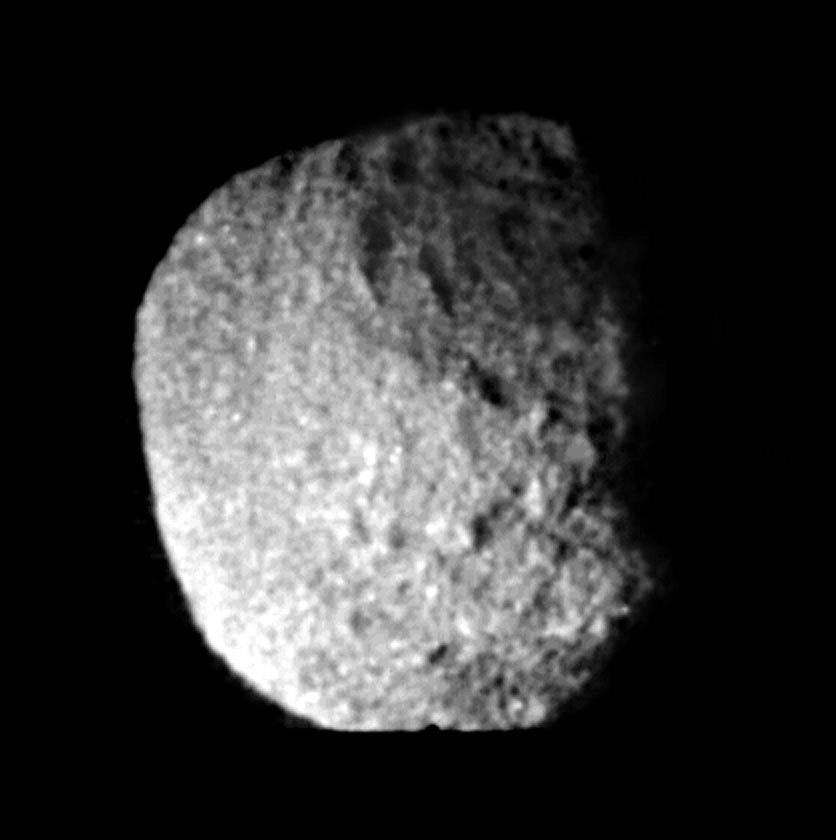
프로테우스.

1949년에 발견되긴 했지만 알려진 바가 거의 없던 네레이드는 태양계의 위성들 중 궤도의 이심률이 가장 큰 천체 중 하나이다. 트리톤은 보이저 2호가 태양계에서 만난 마지막 고체 천체로, 활동적인 간헌철과 극관을 가지고 있으며 희박한 대기와 역시 희박한 구름도 있다.

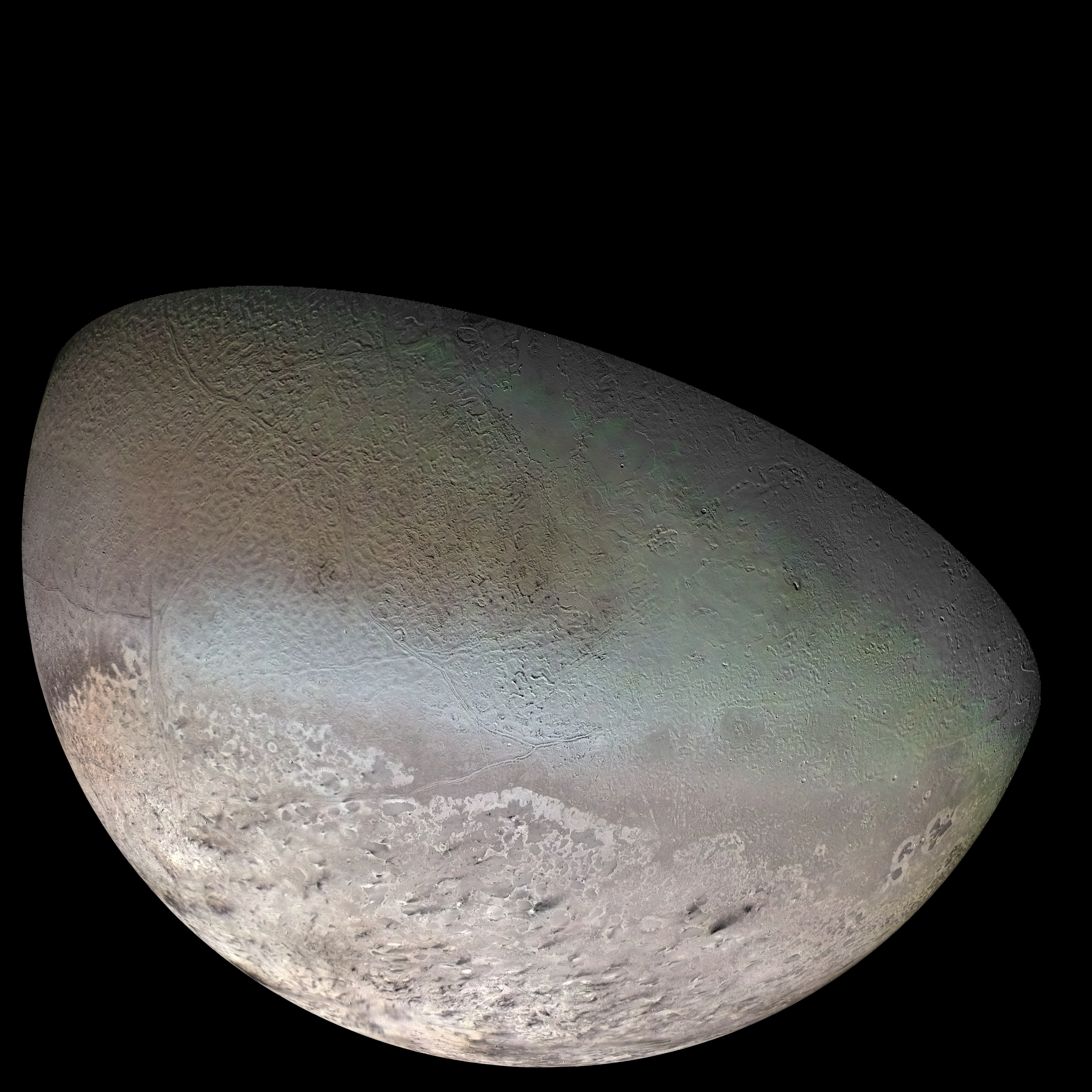
트리톤.

## 미래
미국 항공 우주국은 해왕성에도 카시니-하위헌스 호 같은 탐사 임무를 진행시키려고 했지만, 어떤 성과를 뽑아내기에는 예산 문제와 다른 제약들이 너무 심하다.
만약 미래에 어떤 임무가 있다면, 그때는 방사성동위원소 열전기 발전기를 이용해 보이저 우주선과 비슷한 기구를 운용할 것이며, 보이저보다 오류 수정이 용이하며 보다 많은 사진기와 저장 공간을 가질 것이라고 한다.

## 같이 보기
- 수성 탐사
- 화성 탐사
- 목성 탐사
- 토성 탐사
- 천왕성 탐사